# Société nationale d'électricité du Burkina Faso
La Société nationale d'électricité du Burkina Faso (SONABEL) est la compagnie nationale d'électricité du Burkina Faso.

## Historique

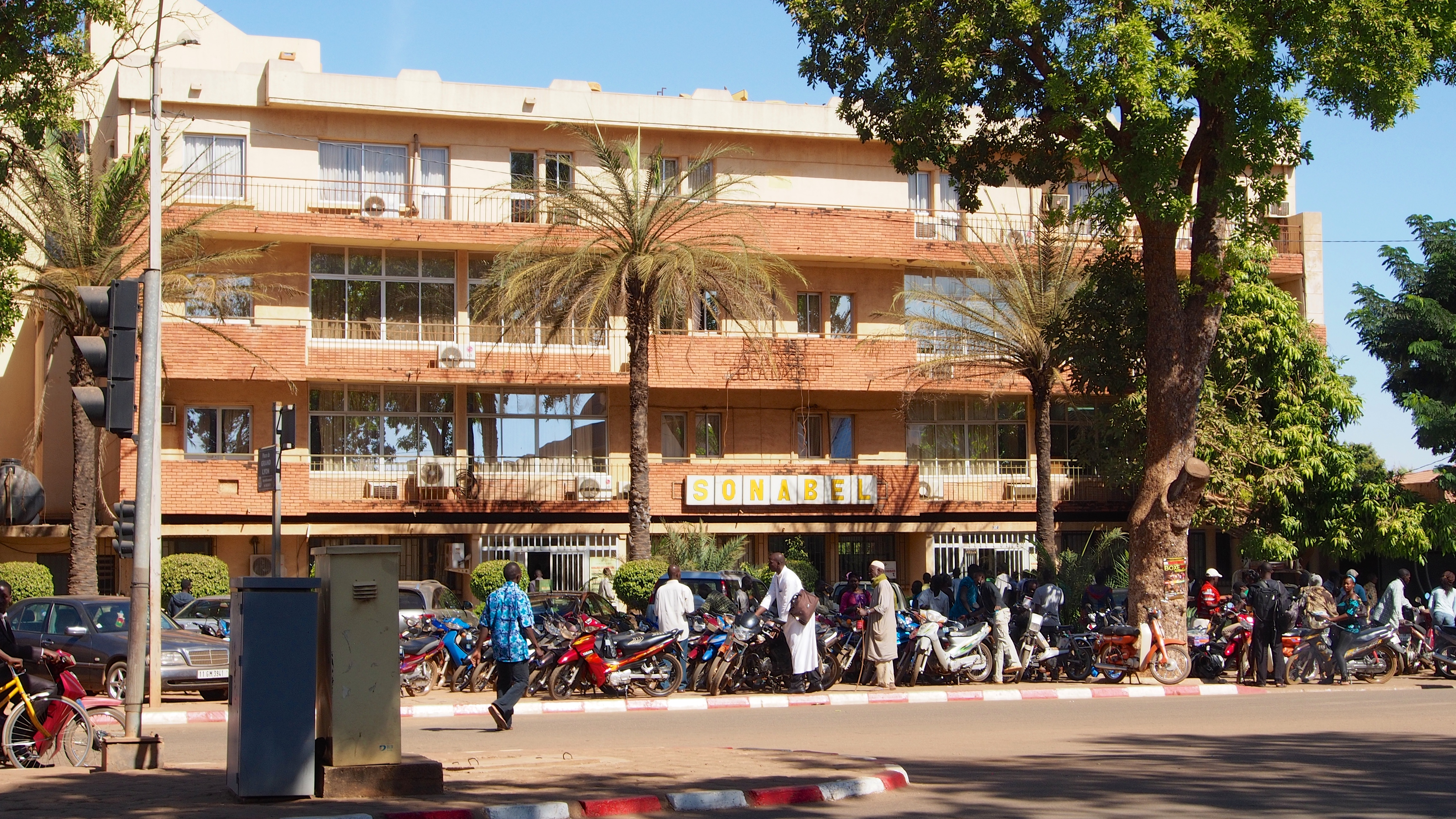
Siège de la SONABEL à Ouagadougou

L'entreprise voit le jour en 1954 lorsque AOF Énergie démarre son activité de production-distribution d'énergie électrique à Ouagadougou et à Bobo-Dioulasso. En 1956, l'AOF Énergie démarre également la distribution d'eau dans ces deux villes. En 1960, AOF Énergie devient la SAFELEC, détenue en partie par la Caisse centrale de coopération économique (CCCE) et des actionnaires publiques et privés d'autre part.
En septembre 1968, l'entreprise devient Société voltaïque d'électricité (VOLTELEC) dotée d’un capital réparti entre la CCCE, la SAFELEC et divers actionnaires. En 1970, l'activité de distribution d'eau est rétrocédée à la Société nationale des eaux (SNE), qui deviendra l'ONEA. En septembre 1976, la VOLTELEC se rapproche du statut public en prenant la forme d’un Établissement public à caractère industriel et commercial (ÉPIC), se voyant accordé au passage l’exclusivité de la production, du transport et de la distribution de l’électricité dans le pays.
En 1984, à la suite de l'avènement du CNR, l'entreprise devient la Société nationale d’électricité du Burkina (SONABEL). En 1995, elle passe du statut d'ÉPIC au statut de société d'État. En 2001, l'Assemblée nationale vote en faveur de la privatisation de la SONABEL.
En juin 2014, la Banque mondiale approuve un financement de 85 millions de dollars pour développer les infrastructures d'électricité et d'agriculture dans le pays. Outre l'élargissement de son réseau de distribution, la SONABEL bénéficie également d'une assistance technique pour moderniser sa base de clients.
En mai 2016, face aux nombreux délestages qui perturbent la distribution de courant dans le pays, le gouvernement a affirmé être en processus de sélection d'un prestataire pour la construction de cinq centrales solaires photovoltaïques dans le pays.

## Priorité à l'énergie solaire
La première des centrales photovoltaïque est située à Zagtouli, village situé à une vingtaine de kilomètres de Ouagadougou, a été inaugurée le 29 novembre 2017 par le président français Emmanuel Macron et son homologue burkinabé Roch Christian Kaboré. Construite en un an, la plus grande centrale solaire du pays, d'une puissance de 33 MW comprend 130 000 panneaux solaires soit une surface de 55 ha. Cofinancée par la France, elle devrait produire à terme 55 000 MWh par an, soit 5 % de la production nationale, à un coût nettement inférieur à l'énergie fossile importée.
Le but affiché du Burkina Faso est d'atteindre à terme 30% de son mix énergétique sous forme d'énergie solaire photovoltaïque.

## Direction
Le directeur-général de la SONABEL est Souleymane OUEDRAGO.